# 喜山短翅鸫
喜山短翅鸫（学名：Brachypteryx cruralis），是雀形目鹟科的一种鸟类。

## 特征
喜山短翅鸫体重约17.68克，翼长约64.3毫米，嘴峰长约15.5毫米，喙宽度约3.3毫米，喙厚度约3.9毫米，跗蹠长约31毫米，尾长约55.2毫米。喜山短翅鸫在其分布区内为留鸟，其栖息在密集的高大的树木组成的森林中，食性为肉食性，主要食物来源是陆生无脊椎动物。

## 分布
喜马拉雅山脉东部至缅甸北部和中国西南部；越冬于印度支那北部。